# Alda e Maria, por Aqui Tudo Bem
Alda e Maria, Por Aqui Tudo Bem é um filme luso-angolano do género drama, realizado por Pocas Pascoal. Foi lançado em Portugal a 24 de setembro e em Angola a 2 de outubro de 2015.

## Elenco
- Ciomara Morais como Alda
- Cheila Lima como Maria
- Willion Brandão como Carlos
- Vera Cruz como Dona Alice
- José Carlos Cardoso como Nelson
- Elisabete Baldé como Geny
- Luzia Soares como Vizinha
- Daniel Martinho como Vizinho
- Milton Sousa como Agressor
- Catarina Avelar